# هنري كرامر
هنري كرامر (بالإنجليزية: Henry Kramer) ألماني الجنسية، هو مؤسس نادي الزمالك منذ تأسيسه تحت اسم نادي قصر النيل على ضفاف نهر النيل في موقع حديقة الأندلس الحالي. تؤلي رئاسة نادي الزمالك حتي 28 أبريل 1912، عندما تم عقد جمعية عمومية لإختيار أنطوان بيانكي رئيسًا، وتغير اسم النادي إلى النادي المختلط. ثم ظل في مجلس بيانكي كمستشار للنادي.

## التاريخ
هنري كرامر هو ابن ليون كرامر، مؤسس محل مجوهرات ليون كرامر وشركاءه.
تخرج هنري كرامر من مدرسة غاندلشول في شتوتغارت في 1904 بعد عمل دراسة تحت عنوان مصر الحديثة في فجر القرن العشرين.
هنري كرامر هو شريك ومدير لاميزون كرامر، الشهير بجواهرجي الحضرة الفخيمة الخديوية منذ عام 1903، اشتهر كرامر بصناعة الساعات. كما عمل كوكيل لأحدي التوكيلات التجارية. كما كان نائب قاضي المحكمة المختلطة، تؤلي مدير جريدة les sports الخاصة بنادي قصر النيل، ونادي المختلط بعد ذلك. كما كان كرامر مشارك في لجنة تنمية التجارة الروسية وعضو مجلس إدارتها في عام 1914.
شكر سكرتير النادي بوتشول في مجلس بيانكي في 11 نوفمبر 1912 في إحتفالية نقل النادي المختلط إلي مقره الثاني في حدائق سانتي، واشاد بمؤسسي النادي خاصة السيد هنري كرامر رئيس اللجنة المؤقتة، وأحد مستشاري النادي في مجلس بيانكي.
شارك هنري كرامر في الحرب العالمية الأولى في فرقة فيلق العمال المصري التابعة للجيش البريطاني، خدم هنري في مصر، وفلسطين، والعراق. حصل كرامر على رتبة ملازم.
حضر كرامر نهائي الكأس السلطانية 1921، البطولة التي حصل عليها نادي الزمالك. كما حضر نهائي كأس بولانكي 1914، البطولة التي حصل عليها ايضًا نادي الزمالك.
أنتخب هنري كرامر كعضو في جمعية الترويج لمصر في عام 1923.
كان هنري كرامر ضابط الوقت في نادي السيارات المصري في عام 1926، حيث كان يتولي مهمة تسجيل أحداث السباق بدقة.